# Fédération royale belge de tennis
La Fédération royale belge de tennis (FRBT) organise le tennis en Belgique et met en place un système de classement et de compétition national. Elle est affiliée à la fédération internationale de tennis.
Elle siège dans la galerie Porte Louise, à Ixelles (Bruxelles-capitale).
La Fédération regroupe deux associations :
- la ligue francophone ou Association Francophone de Tennis (ASBL – AFT) ;
- la ligue néerlandophone ou Vlaamse Tennisvereniging (VZW – VTV).

## Liste des présidents
| Période          | Président                 |
| ---------------- | ------------------------- |
| 1902 – 1919      | Armand Solvay             |
| 1919 – 1924      | Albert Lefèbvre–Giron     |
| 1924 – 1948      | Paul de Borman            |
| 1949 – 1956      | Oscar Bossaert            |
| 1956 – 1974      | Marcel Stas de Richelle   |
| 1974 – 1979      | Pierre Geelhand de Merxem |
| 1979 – 1981      | Jean-Pierre De Bodt       |
| 1982 – 1982      | Roger Tourlamain          |
| 1982 – 1990      | Pierre-Paul De Keghel     |
| 1990 – 1995      | Henri Denis               |
| 1995 – 2000      | Pierre-Paul De Keghel     |
| 2000 – 2005      | Yves Freson               |
| 2005 – 2005      | Pierre-Paul De Keghel     |
| 2006 – 2010      | Luc Vandaele              |
| 2010 – 2015      | Yves Freson               |
| 2015 – 2017      | Luc Vandaele              |
| 2017 – 2019      | André Stein               |
| 2019 – à présent | Dirk De Maseneer          |